# Stell Andersen
Stell Andersen, alla nascita Cora Stell Andersen, nota anche come Cora Andersen (Linn Grove, 1897 – 1989), è stata una pianista statunitense che fece tournée negli anni '20 con Silvio Scionti eseguendo duetti per pianoforte. Negli anni '30 e '40 fece una tournée come pianista solista ed è stata l'unica solista americana invitata ad esibirsi all'Esposizione internazionale «Arts et Techniques dans la Vie moderne».

## Biografia
Cora Stell Andersen nacque a Linn Grove, in Iowa, ed era di discendenza norvegese. Era conosciuta come Cora Andersen fino al 1918, quando iniziò a usare il suo secondo nome.
Iniziò presto a studiare pianoforte ed infine andò a Chicago per studiare con Silvio Scionti all'American Conservatory of Music di Chicago. Dopo essersi diplomata nel 1916 andò a New York per ulteriori studi con Josef Lhévinne e Isidor Philipp.
Poco dopo la Andersen partecipò ad una tournée con Scionti suonando musica per due pianoforti. Lodati dalla critica per il loro modo di suonare fantasioso e raffinato, continuarono a fare tournée insieme negli anni '20. Sebbene avessero smesso di suonare insieme regolarmente, continuarono ad apparire insieme occasionalmente fino ai primi anni '50.
Nel 1922 la Andersen fece il suo debutto da solista a New York alla Carnegie Hall. Girò gli Stati Uniti e l'Europa negli anni '30 e '40, suonando in Francia, Paesi Bassi, Regno Unito, Svezia, Danimarca, Svizzera, Polonia, Cecoslovacchia, Ungheria e Belgio. Nel 1937 fu l'unica solista americana ad essere invitata ad esibirsi all'Esposizione internazionale «Arts et Techniques dans la Vie moderne». Continuò ad esibirsi per il Duca e la Duchessa di Windsor.
Nel 1939 divenne la prima musicista invitata ad esibirsi su un pianoforte appena installato nella East Room della Casa Bianca.
Il repertorio della Andersen era per lo più classico e romantico, inclusi compositori come Mozart, Beethoven, Chopin, Brahms, Schumann, Liszt, Grieg, Scriabin, Rachmaninoff, Saint-Saens e Ives. Nel 1939 eseguì in prima assoluta la Fantaisie pastorale per pianoforte e orchestra op. 188 del compositore Darius Milhaud con la direzione di Milhaud. Nel 1952 registrò questo pezzo e molti altri con il direttore Jonathan Sternberg. Alcuni furono pubblicati immediatamente sull'etichetta Oceanic, mentre altri non sono stati pubblicati per altri 30 anni.
La Andersen era nota per aver apportato dignità e impeccabile esecuzione al suo modo di suonare, ma alcuni critici hanno trovato il suo stile privo di eccitazione e i suoi tempi troppo liberi.
Continuò a viaggiare negli anni '60 e morì nel 1989.

## Vita privata
La compagna di Andersen per molti anni fu l'autrice Esther Morgan McCullough, figlia dell'ex governatore del Vermont John G. McCullough.
Nel 1936 Andersen vide una mostra di dipinti di Harriet Blackstone alla Dudensing Gallery di New York e commissionò alla Blackstone di dipingere il suo ritratto.